# Aleksandrovo, Lovetj
Aleksandrovo (bulgariska: Александрово) är ett distrikt i Bulgarien.   Det ligger i kommunen Obsjtina Lovetj och regionen Lovetj, i den centrala delen av landet, 150 kilometer öster om huvudstaden Sofia.
Omgivningarna runt Aleksandrovo är en mosaik av jordbruksmark och naturlig växtlighet. Runt Aleksandrovo är det ganska glesbefolkat, med 36 invånare per kvadratkilometer.